# Julius Deutsch
Julius Deutsch (ur. 2 lutego 1884 w Lackenbach, zm. 17 stycznia 1968 w Wiedniu) – austriacki socjolog, myśliciel polityczny, ideolog austromarksizmu, minister obrony Republiki Austriackiej, członek Rady Narodowej w latach 1920–1933 z ramienia Socjaldemokratycznej Partii Robotniczej Austrii (SDAPÖ), prezes Socjalistycznej Międzynarodówki Sportu Robotniczego w latach 1926–1934, a także współzałożyciel i przywódca socjaldemokratycznej milicji Republikański Związek Obronny.

## Życiorys

### W Austrii
Dorastał w biednych warunkach z trojgiem rodzeństwa. Jego rodzice prowadzili tawernę na austriackiej wsi, przez co miał już w młodym wieku styczność z alkoholem i jego negatywnym wpływem na ubogą część mieszkańców prowincji. Miało to w przyszłości wpłynąć na postawę Deutscha względem alkoholu i aktywne uczestniczenie w ramach Robotniczej Ligi Wstrzemięźliwości.
Pod koniec lat osiemdziesiątych XIX wieku rodzina Deutsch przeniosła się do Wiednia, gdzie najpierw osiedliła się w dzielnicy Penzing, a w końcu w Meidling. Matka wcześnie zmarła na gruźlicę, ojciec został inwalidą po wypadku przy pracy jako woźnica w firmie transportowej Dötzl. Po ukończeniu szkoły publicznej Julius od 1898 pracował jako praktykant w drukarni, ale wkrótce przeniósł się do fabryki sprężyn ozdobnych w Mariahilf, gdzie pracował jako robotnik. Już w tym czasie zaczął angażować się w działalność socjaldemokratyczną, uczęszczał na wykłady o edukacji robotniczej i wstąpił do stowarzyszenia młodych robotników. Zdał egzamin maturalny eksternistycznie i dzięki pomocy finansowej Victora Adlera podjął studia politologiczne w Wiedniu, Paryżu i Berlinie, a ukończył w Zurychu w 1908 z tytułem doktora. Następnie pracował jako socjolog i autor pism politycznych. Opublikował m.in. prace Die Kinderarbeit und ihre Bekämpfung (niem. Praca dzieci i jej zwalczanie; 1907) czy Geschichte der Österreichischen Gewerkschaftsbewegung (niem. Historia austriackiego ruchu związkowego; 1908).
Podczas I wojny światowej walczył na froncie włoskim. Po jeje zakończeniu, 5 listopada 1918 został powołany na wiceministra ds. wojska, a w 15 marca na ministra ds. wojska. Zorganizował wtedy oddziały Niemiecko-Austriackiej Gwardii Ludowej, składającą się głównie z ochotników należących do obozu socjaldemokratycznego. Funkcję ministra sprawował do 22 października 1920.
W 1923 założył Republikański Związek Obronny jako odpowiedź na paramilitarną organizację Gwardii Krajowej, która była ideowo związana z Austriacką Partią Chrześcijańsko-Społeczną. Pozostał jej przywódcą aż do jej rozpadu w 1934. Członkowie Związku Obronnego rekrutowali się głównie z założonej przez Deutscha jako ministra Niemiecko-Austriackiej Gwardii Ludowej.
Od 1926 do 1934 sprawował również funkcję prezesa Socjalistycznej Międzynarodówki Sportu Robotniczego.
Po klęsce Gwardii Republikańskiej podczas austriackiej wojny domowej w 1934 i następującym po tym zakazie działalności socjaldemokracji, uciekł do Brna w Czechosłowacji.

### Na emigracji
Od 1936 do 1939 Julius Deutsch walczył jako generał wojsk republikańskich w hiszpańskiej wojnie domowej.
W 1939 przeniósł się do Paryża i pracował w zagranicznej reprezentacji Austriackich Socjalistów (AVOES). Po zajęciu Francji przez III Rzeszę Deutsch, który był pochodzenia żydowskiego, musiał ponownie wyemigrować, tym razem do Stanów Zjednoczonych. Wrócił do Austrii w 1946 i działał m.in. jako szef wydawnictw SPÖ. Jednak w 1951, ze względu na konflikty z kierownictwem, zrezygnował z członkostwa w partii. 

## Publikacje
- Die Kinderarbeit und ihre Bekämpfung (1907)
- Geschichte der österreichischen Gewerkschaftsbewegung (1908)
- Marx und die Internationale (1913)
- Aus Österreichs Revolution – militärpolitische Erinnerungen (1921)
- Antifaschismus! Proletarische Wehrhaftigkeit im Kampfe gegen den Faschismus (1926)
- Wehrmacht und Sozialdemokratie (1927)
- Sport und Politik: im Auftr. d. Sozialist. Arbeitersport-Internationale (1928)
- Unter roten Fahnen! Vom Rekord- zum Massensport. In: Wiener sozialdemokratische Bücherei (1931)
- Geschichte der österreichischen Arbeiterbewegung (1947)
- Was wollen die Sozialisten? Mit einem Vorwort von Adolf Schärf (1949)
- Ein weiter Weg. Lebenserinnerungen (1960)